# Свети Йоан Предтеча (Кесария)
„Свети Йоан Предтеча“ (на гръцки: Τιμίου Προδρόμου) е православна църква в кожанското село Кесария, Егейска Македония, Гърция, част от Сервийската и Кожанска епархия.
Храмът е построен в 1857 година. Във вътрешността на църквата има запазени стенописи.
На 27 юли 1985 година църквата е обявена за защитен паметник.